# Liste der Fluggesellschaften in Simbabwe
Dies ist eine Liste der Fluggesellschaften in Simbabwe, die bei der IATA oder ICAO registriert sind bzw. es waren.

## Aktuelle Fluggesellschaften
- Air Zimbabwe
- Fastjet Zimbabwe
- Fly Africa Zimbabwe
- Fly City Air
- VicFalls Airways

## Ehemalige Fluggesellschaften
- Affretair (1983–1999)
- Air Tabex (?–?)
- Air Trans Africa (1965–1980)
- Air Zambezi (1998–2002)
- Airlink Zimbabwe (2001–2003)
- Astra Air (?–?)
- Avient Aviation (1993–2013)
- Bumi Air[1]
- Catalina Safari Company (1988)
- Central African Airways (1974–1984) > Air Zimbabwe
- Central Air Transport Services (2009)
- Commercial Air Services (?–?)
- Eastern Gateway Air Services (?–?)
- Exec Air (2004–2006)
- Executive Airlines (?–?)
- Expedition Airways (1999–2000)
- Falcon Air (2004–2008)
- Fly540 Zimbabwe (2011)
- FlyKumba (2010–2011)
- Flywell Airlines (1995–2001)
- Fresh Air (2012)
- Global Africa Aviation (2014–2019)
- Just Fly (2014)
- Majestic Air (2001)
- Mijair Airlines (2014)
- Musee Air Service (1996)
- Pegasus Flight (?–?)
- Phoenix Air (2012)
- Rainbow Airlines (2013–2017)
- Rhino Airlines (1997–2004)
- Rhodesian Air Services (?–?) > Air Rhodesia (1962–?) > Air Zimbabwe Rhodesia (?–1980) > Air Zimbabwe
- Royal Zimbabwe Airlines (2011)
- Skywork (1955–1965)
- Sol Air (2012)
- Sol Aviation (?–?)
- Solenta Aviation Zimbabwe (?–?)
- Southern Cross Aviation (2004–2008)
- Spencer Airways (1947)
- Techair (1975)
- United Air Charters (1979–2006)
- Xeric Aviation (2002–2003)
- Zimbabwe Airways (2017)
- Zimbabwe Cargo Airlines (2003)
- Zimbabwe Express (1995–1999 und 2013)
- Zimskies Airlines[2]

(Quelle:)